# Parafia św. Edwarda w Gąsawach Rządowych
Parafia pw. św. Edwarda w Gąsawach Rządowych – parafia rzymskokatolicka usytuowana w Gąsawach Rządowych. Należy do dekanatu wierzbickiego, który należy z kolei do diecezji radomskiej. 

## Historia
- Ofiary na budowę kaplicy zbierano od 1983. Kaplica pierwotna wybudowana została w roku następnym, staraniem ks. Józefa Adamczyka, jako dojazdowa dla parafii Jastrząb. Parafię pw. św. Edwarda erygował 1 lutego 1991 bp. Edward Materski. Kościół według projektu arch. Stanisława Dworaka zbudowany został w latach 1990 - 1993 staraniem ks. Jana Wiktorowicza. Prace nad wykończeniem świątyni podejmował ks. Marek Wójcik. Kościół trzynawowy jest murowany z cegły czerwonej i pustaka.

## Zasięg parafii
Do parafii należą wierni z miejscowości: Bieszków Dolny, Gąsawy Rządowe.

## Proboszczowie
- ks. Jan Wiktorowicz (1990–2000)
- ks. Marek Wójcik (2000–2004)
- ks. Grzegorz Bliźniak (2004–2007)
- ks. Janusz Krupa (2007–2014)
- ks. Krzysztof Świątek (2014–nadal)